# 科泰利瓦區

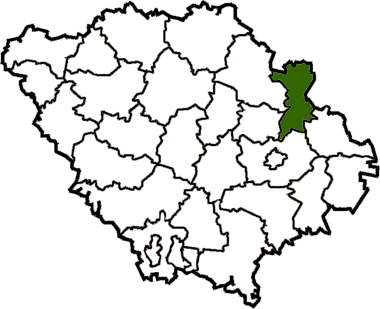

科泰利瓦區（烏克蘭語：Котелевський район）是位於烏克蘭中部波爾塔瓦州的舊區，首府原設於科泰利瓦，2020年烏克蘭行政區劃改革後被撤銷，併入波爾塔瓦區。該區原面積800平方公里，2015年人口19,757人，人口密度每平方公里24.7人。

## 外部連結
- Official homepage Archive.today的存檔，存档日期2014-02-09